# Malmö FBC
Der Malmö FBC ist ein schwedischer Unihockeyverein aus der Stadt Malmö. Die Damenmannschaft spielt in der höchsten Spielklasse. Die Herren spielen in der zweithöchsten schwedischen Liga.

## Geschichte

### Gründung
Der Verein entstand am 8. März 2007 aus der Fusion von IK Stanstad und IBF Backalirarna.

### Erste Erfolge

#### Damen
2014 stand der Verein vor dem Aufstieg in die höchste Liga, verpasste ihn aber auf Grund zweier Niederlagen in den Aufstiegsspielen. Ein Jahr später standen die Damen nach der regulären Saison erneut auf dem ersten Tabellenplatz. In den Aufstiegsspielen eliminierte die Mannschaft Linköping IBK und Fröjereds IF und steht somit 2015/16 erstmals in der Svenska Superligan.
Die erste Saison in der SSL beendete man auf dem neunten Rang. In der zweiten Saison qualifizierte man sich erstmals für die Playoffs, scheiterte im Viertelfinal an IKSU.

#### Herren
2015/16 gelang es den Herren die Division 1 Södra Götaland auf dem ersten Rang zu absolvieren und nahmen somit an den Aufstiegsspielen für die Allsvenskan teil. Dort bezwang man in zwei Spielen zuerst IBK Vöikers und anschließend in drei Partien Lagan IBK. In der ersten Saison erreichten die Herren den neunten Schlussrang.

## Stadion
Die ersten Mannschaften spielen in der Baltiska Hallen, welche Platz für 700 Zuschauer hat.

## Statistiken

### Zuschauer
| Jahr    | Liga               | ø   |
| ------- | ------------------ | --- |
| 2014/15 | Div 1 Södra        | 259 |
| 2015/16 | Svenska Superligan | 343 |
| 2016/17 | Svenska Superligan | 349 |

#### Topscorer
| Jahr    | Liga               | Name            | Sp | T  | A  | P  |
| ------- | ------------------ | --------------- | -- | -- | -- | -- |
| 2014/15 | Div 1 Södra        | Ellen Rasmussen | 22 | 35 | 22 | 57 |
| 2015/16 | Svenska Superligan | Ellen Rasmussen | 26 | 19 | 30 | 49 |
| 2016/17 | Svenska Superligan | Ellen Rasmussen | 26 | 24 | 17 | 41 |